# Kleine Wijnbrug
De Kleine Wijnbrug was een brug in de Nederlandse stad Rotterdam. De brug lag ongeveer op de plaats van de rechtsboven dit artikel vermelde coördinaten.
De brug lag in de 17e eeuw in de zuidoostelijke kade van de Leuvehaven (De Leuve Haven OZ). De dubbele ophaalbrug zorgde voor de verbinding van de beide kades van de Wijnhaven (Wijn Have) op haar meest westelijke punt, aldus een plattegrond van Joan Blaeu uit circa 1649. In de 19e eeuw moest de brug een aantal keren in onderhoud genomen worden. In 1852 besteedde de gemeente Rotterdam het afdammen der Kleine Wijnbrug aan en het drooghouden daarvan. De brug ging niet geheel weg, want in 1854 besteedde de gemeente de bouw aan van een brugwachtershuis. Ondertussen bleven herstelwerkzaamheden plaatsvinden. In 1894 kwam het einde in zicht voor deze brug. Ze was eigenlijk aan herstel toe, maar burgemeester en wethouders gaven andere zaken voorrang. De brug werd diverse keren besproken in de gemeenteraad en er werd geld vrijgehouden. Eind 1896 ging de discussie voornamelijk over waar die nieuwe brug dan moest komen. De discussie ging erover dat men uit kostenbesparing liever een vaste brug wilde, maar dat de drukke scheepvaart een dergelijke brug hier haast onmogelijk maakte. Het voorstel werd omgebouwd tot de bouw van een brug ter hoogte van de Posthoornsteeg (later Posthoornstraat), die dan hoger gebouwd kon worden. B&W waren tegen, zij wilden toch ook op die nieuwe plaats een beweegbare brug, waarbij de bepaling zou worden opgenomen dat overdag de brug als “vast” werd beschouwd. Het werd een getouwtrek, waarbij met 18 stemmen voor en 14 stemmen tegen een vaste brug ter hoogte van de Posthoornsteeg werd gerealiseerd. Die nieuwe brug (nieuwe Kleine Wijnbrug) werd zo breed en stevig gemaakt zodat ze ook een tram kon dragen. In april 1898 begon men aan de bouw van die brug, nadat al besloten was de nieuwe brug Regentessebrug te noemen. Om aansluiting te krijgen moest het talud al in de Posthoornsteeg beginnen.
De naam Kleine Wijnbrug werd historie en leeft eigenlijk alleen nog voort in de Grote Wijnbrug, die in haar beginperiode ook wel "Kleine Wijnbrug voor de Wijnstraat" heette ("Cleene Win Brug" op de kaart van Blaeu).